# Coccodontidae
Coccodontidae es una familia extinta de peces que vivió durante el Cenomaniense. Los diversos géneros de esta especie se caracterizaban por sus enormes espinas. 
Fue reconocida por Berg en 1940.

## Especies
Clasificación de la familia Coccodontidae:
- † Coccodontidae (Berg 1940)
  - † Hensodon (Kriwet 2004)
    - † Hensodon spinosus (Kriwet 2004)